# 2000 Maniacs
2000 Maniacs, scritto anche Two Thousand Maniacs!, è un film horror del 1964, scritto e diretto da Herschell Gordon Lewis.
Seconda pellicola della Trilogia del sangue (The Blood Trilogy), dopo Blood Feast (1963) e il successivo Color Me Blood Red (1965), il film prende ispirazione dal musical Brigadoon, diretto da Vincente Minnelli nel 1954.

## Trama
Due loschi individui di nome Rufus e Lester, con l'inganno delle segnaletiche attirano sei turisti ignari dentro Pleasant Valley, una cittadina del sud degli Stati Uniti popolata da 2.000 abitanti. I malcapitati sono le coppie John e Bea Miller e David e Beverly Wells, mentre gli altri due protagonisti sono Terry Adams e Tom White, quest'ultimo diretto ad Atlanta per un convegno.
In città vengono accolti allegramente dagli abitanti rustici del posto e dal sindaco Earl Buckman, intenti a festeggiare il centenario di un evento che non viene rivelato, ma che prevede la presenza dei turisti, come "ospiti d'onore". Accompagnati nelle rispettive camere di albergo Betsy (una giovane donna del posto), contatta John e lo invita a visitare la città per flirtare con lui, all'insaputa della moglie Bea, che viene a sua volta attirata da Harper (un uomo del posto) nel bosco. A quel punto l'uomo mozza un dito alla donna portandola successivamente contro la sua volontà, nell'ufficio del sindaco, dove le viene amputato con un'ascia il braccio destro da Lester, mentre Rufus, Harper e il sindaco la tengono immobilizzata.
Nel frattempo Tom incontra Terry per discutere del mistero che avvolge il posto, e decidono di contattare il convegno da una cabina telefonica esterna per chiedere aiuto, tuttavia, la chiamata viene depistata dal sindaco Buckman che scopre i sospetti di Tom. La sera, durante il barbecue, viene cotto il braccio di Bea all'insaputa degli ospiti dove però, Terry, nutre un forte timore che viene confermato dalla scoperta di Tom, che scruta una targa affissa nel bosco risalente al 1865 e dedicata alle vittime della città di Pleasant Valley, uccise barbaramente da un gruppo di dissidenti dell'Unione durante la Guerra di secessione. I due capiscono che il centenario non è nient'altro che un rito vendicativo dove loro sono le vittime sacrificali.
Intanto dopo aver accompagnato David e Beverly in albergo, la folla si accanisce su John (ubriacato da Betsy durante il barbecue) che viene legato alle estremità di mani e piedi a quattro cavalli e, dopo averli incitati in direzioni opposte, il malcapitato finisce per essere squartato. Il giorno dopo, David, separato dalla sua consorte Beverly, viene indotto su una collina per il gioco del "barile rotante", dove viene costretto ad introdursi al suo interno e scaraventato giù per la collina. Quest'ultimo perde la vita a causa dei chiodi infilzati nella botte.
Nel frattempo Tom e sorvegliato a vista da un ceffo del posto su ordine del sindaco, ma grazie all'aiuto di Terry, riescono a disfarsi del bruto e fuggono per cercare aiuto, tuttavia, Harper si accorge di loro, ma durante l'inseguimento viene inghiottito dalle sabbie mobili nel bosco. A quel punto, Lester porta Beverly nella piazza della città per un altro evento sacrificale, la donna viene legata a mani e piedi su una piattaforma dove, sopra di lei, giace un grosso masso in bilico mantenuto da un piccolo piano collegato ad un bersaglio che, se viene colpito, farà crollare il macigno. Dopo alcuni tentativi falliti, Lester riesce a colpire il bersaglio con una pallina da baseball facendo crollare il masso, che finisce per uccidere Beverly schiacciandola e lasciando la folla di stucco.
Tom e Terry con l'aiuto di un bambino del posto, Billy, riescono a trovare la loro auto e fanno in tempo a scappare dalla folla inferocita che vuole ucciderli. Finalmente liberi da quell'incubo, raccontano tutto allo sceriffo della zona, che dubita inizialmente della loro stabilità mentale, finché non si reca sul posto e racconta loro di una leggenda locale in cui un gruppo di ribelli dell'Unione, durante la guerra civile, massacrò l'intera popolazione di Pleasant Valley, condannando all'eternità gli spiriti della zona in cerca di vendetta. Tom e Terry ancora increduli alla follia vissuta, trovano sul retro dell'auto un cappio spezzato dimenticato da Billy. Il film termina con gli spiriti di Rufus e Lester che attendono con ansia il prossimo centenario, mentre dalle sabbie mobili riemerge il fantasma di Harper.

## Produzione
Molti edifici che si vedono nel film esistono ancora tali e quali nel centro di St. Cloud, Florida, dove fu girato nell'ottobre 1963. La produzione è costata circa 65.000 dollari. Nonostante il film sia girato nel 1963, la trama è ambientata nel futuro 1965.

## Distribuzione
Data la violenza visiva presente in 2000 Maniacs, la pellicola venne pesantemente censurata dalla Motion Picture Association limitandone la distribuzione. Il film venne principalmente proiettato nei cinema drive-in. Negli Stati Uniti è stato distribuito dal 20 marzo 1964.
In Italia il film rimase inedito ed uscì direttamente in DVD intorno agli anni 2000, in versione originale sottotitolata. Fu trasmesso per la prima volta in Italia, nel febbraio 2001 dalla rete televisiva Cult Network Italia.

## Riconoscimenti
Saturn Award
- 2017 – Candidato per la miglior collezione DVD/Blu-ray per Herschell Gordon Lewis Feast[7]

## Influenza culturale
- Il titolo della commedia horror Multiple Maniacs del 1970, diretto John Waters, è un omaggio alla pellicola splatter di Herschell Gordon Lewis[8].
- Il gruppo musicale alternative rock 10,000 Maniacs, prese ispirazione per il nome della band proprio dal film 2000 Maniacs, cambiandone il nome a partire dagli anni ottanta[9][10].

## Remake
Il film ha avuto un remake dal titolo 2001 Maniacs, diretto da Tim Sullivan nel 2005 e rimasto inedito in Italia. Lo stesso regista ha diretto nel 2010 il sequel 2001 Maniacs: Field of Screams.